# Alfred Kostelecky
Alfred Kostelecky (* 15. Mai 1920 in Wien; † 22. Februar 1994 in Wien) war ein österreichischer römisch-katholischer Geistlicher und Militärbischof von Österreich.

## Leben

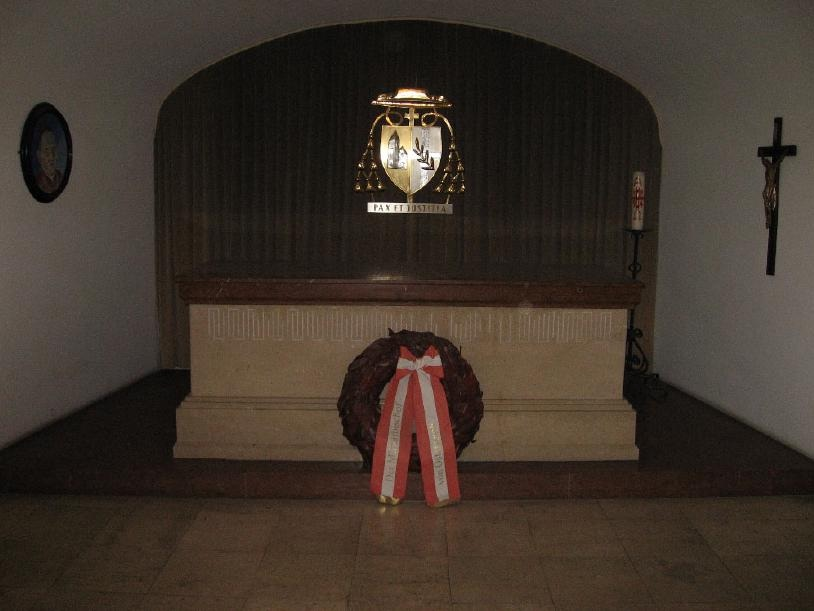
Sarkophag Bischof Kosteleckys in der St. Georgs-Kathedrale Wiener Neustadt

Alfred Kostelecky studierte ab 1938 Theologie an der Universität Wien und trat in das dortige Priesterseminar ein. Nach dem Anschluss Österreichs in das nationalsozialistische Deutsche Reich wurde er in der „Widerstandsgruppe Eisen“ aktiv. Am 7. Oktober 1938 wurde er von der Gestapo verhaftet. 1940 erfolgte der Einzug zur Wehrmacht. Aus den Einsätzen an der Ostfront und in Frankreich kehrte er schwer verwundet zurück, unter anderem mit einer lebenslangen Beeinträchtigung am Bein.
Nach Entlassung aus US-amerikanischer Kriegsgefangenschaft nahm er 1945 das Theologiestudium wieder auf und beendete dieses 1948 mit dem Magister (Mag. theol.). Kostelecky wurde am 29. Juni 1948 zum Priester geweiht. Er war zunächst als Kaplan tätig und begann 1949 als Alumne der Anima ein kirchenrechtliches Doktoratsstudium in Rom, das er 1954 mit der Promotion zum Dr. iur. can. beendete. Unmittelbar danach wurde er Domvikar und Advokat am Erzbischöflichen Metropolitan- und Diözesangericht in Wien. 1956 folgte die Ernennung als Sekretär der österreichischen Bischofskonferenz und 1959 die Berufung zum Kanzleidirektor. Er war Vizeoffizial (1961) und Offizial (1980) des Metropolitan- und Diözesangericht in Wien. 1967 wurde Mitglied des Wiener Domkapitels. 1977 wurde er zum Sekretär der Österreichische Bischofskonferenz gewählt.
Bis zur Neuregelung der katholischen Militärseelsorge durch die Apostolische Konstitution „Spirituali militum curae“ am 21. April 1986 lagen die vollen bischöflichen Rechte für die katholische Militärseelsorge beim Papst. Die für die Militärseelsorge verantwortlichen Bischöfe waren daher als „päpstliche Vikare“ für diesen Bereich tätig. In Österreich war dies 1959 bis 1969 der  Erzbischof von Wien Franz Kardinal König und 1969 bis 1986 der Diözesanbischof von St. Pölten Franz Žak. Mit der Neuregelung durch Papst Johannes Paul II. konnten nun Militärbischöfe ernannt werden, die in ihren Rechten einem Diözesanbischof gleichgestellt sind. 
Kosteleckys Ernennung zum Militärbischof am 12. November 1986 folgte am 14. Dezember 1986 die Bischofsweihe durch den Wiener Erzbischof Hans Hermann Kardinal Groër OSB im Dom St. Stephan in Wien, an der als Mitkonsekratoren der Salzburger Erzbischof Karl Berg und der Bischof von St. Pölten Franz Žak mitwirkten, wobei Žak bis dahin als päpstlicher Vikar noch für die Militärseelsorge in Österreich verantwortlich war. 
Kosteleckys bischöflicher  Wahlspruch lautete Pax et Iustitia (Friede und Gerechtigkeit). Als Titularbischof von Aggar (heute Sidi Amara, Tunesien) war er bis 1990 Weihbischof in Wien und mit der Ernennung zum Militärbischof von Österreich am 12. November 1986 mit der Katholischen Militärseelsorge in Österreich betraut. Am 10. Februar 1990 wurde er Titularbischof von Neostadiensis (Wiener Neustadt). Als solcher weihte er auch seinen späteren Nachfolger Christian Werner zum Bischof.
Während Kosteleckys Amtszeit als Militärbischof von Österreich wurde am 15. April 1987 das Militärvikariat in Militärordinariat umbenannt und so die 1986 innerkirchlich durch die apostolische Konstitution Spirituali militum curae erfolgte Umwandlung auch für den staatlichen Bereich durchgeführt. Dementsprechend wurden durch den nunmehrigen Militärordinarius auch die für die Verwaltung der Diözese notwendigen Organe und Räte gebildet. Soweit es sich um Funktionen handelte, die durch Laien wahrzunehmen waren, zog der Militärbischof hierfür in erster Linie Angehörige der Arbeitsgemeinschaft Katholischer Soldaten (AKS) heran.
Am 22. Februar 1994 verstarb Kostelecky und wurde gemäß seiner Verfügung in der St. Georgs-Kathedrale in Wiener Neustadt beigesetzt. Dafür wurde 1990 ein Vorraum der Kirche adaptiert; der ansonsten leere Raum im ersten Obergeschoß enthält seither den Marmorsarkophag sowie eine metallene Darstellung von Kosteleckys Bischofswappen.
Alfred Kostelecky war seit 1954 Mitglied der katholischen Studentenverbindung K.Ö.St.V. Rudolfina Wien im ÖCV. Zudem war er Mitglied der ÖCV-Verbindungen KÖHV Amelungia Wien, KÖHV Pannonia Wien, K.Ö.H.V. Sängerschaft Waltharia Wien und Ö.k.a.V. Theresiana Wiener Neustadt. Er trug auch das Ehrenband der Gothia Seckau in MKV.

## Ehrungen und Auszeichnungen
- 1961: Päpstlicher Geheimkämmerer (Monsignore)
- 1971: Päpstlicher Ehrenkaplan
- 30. Januar 1990: Großes Goldenes Komturkreuz mit Stern des Landes Niederösterreich
- 3. Mai 1990: Großes Goldenes Ehrenzeichen mit Stern für Verdienste um die Republik Österreich
- 14. Mai 1990: Kardinal-Opilio-Rossi-Medaille